# ブリダ
座標: 北緯36度28分 東経2度49分 / 北緯36.467度 東経2.817度
ブリダ（Blida）は、アルジェリアの都市。人口265000人（2005年）。ブリダ県の県都であり、首都アルジェから南西に45kmの地点に位置する.。標高190mに地点にあり、ミティジャ平原の南端、テル・アトラス山脈の麓に位置する。街はチファ峡谷から流れてくるOued el kebirの右岸に位置する。この峡谷の豊富な水は街の周辺の小麦畑や工場に水を供給し、また街中にいくつもある噴水や庭園にも水をもたらしている。ブリダは高い城壁に囲まれ、6つの門からのみ行き来ができる。近くのチファ渓谷には絶滅危惧種であるバーバリーマカクのコロニーがあるが、これはもはや数ヶ所しか残っていないコロニーのひとつである。
ブリダの新市街はフランスによって建設され、近代的な区画に多くのアーケードやモスク、教会、兵舎に軍病院が建っている。中心であるd'Armesプレイスは、アーケードのついた家と木々に囲まれている。ブリダは肥沃な平原に位置し、また主要道路の沿線に位置するため、特にオレンジや小麦の集散地として栄えている。周辺には5万本以上のオレンジの木が植えられており、4月になると町はオレンジの花に囲まれる。公園の中には巨大なオリーブの木があり、周辺に広がるコルクと杉の森林は街の重要な産業のひとつとなっている。この街はローマ帝国時代にはその支配下にあり軍事基地がおかれていたものの、ブリダの町が建設されたのは16世紀にSidi-Ahmed El-Kebirの手によってだった。バルバロス・ハイレッディンによって町にモスクが建設され、オスマン帝国の統治下でほかにも重要な建設がなされた。1825年には地震で荒廃したものの、速やかに再建された。